# Budweiser APAC
Die Budweiser Brewing Company APAC Ltd. ist ein asiatisches Getränkeunternehmen. Das Unternehmen ist hauptsächlich in China, Südkorea, Indien und Vietnam aktiv. Den größten Anteil am Unternehmen hält indirekt AB InBev.
Von den knapp 30.000 Mitarbeitern arbeiten ca. 25.000 in China.

## Geschichte
Der weltgrößte Bierbrauer AB InBev brachte im September 2019 sein Asiengeschäft in Hongkong an die Börse.

## Standorte
Zum Stand März 2019 werden 56 Brauereien (davon eine für Cider in Neuseeland) betrieben. Dort wurden 2018 96 Millionen Hektoliter Bier gebraut. Zu den Standorten gehören:
- Oriental Brewery
- Harbin-Bier